# Elkasaï
Cet article traite du personnage appelé Elkasaï. Pour le mouvement religieux à qui on a donné son nom, voir Elkasaïtes ; pour le livre d'« Apocalypse » attribué au même personnage voir Livre d'Elkasaï.
Elkasaï est le pseudonyme symbolique d'un personnage à l'origine du mouvement judéo-chrétien, baptiste et gnostique que les Pères de l'Église appellent « elkasaïtes », du nom de ce fondateur, alors que le groupe pourrait s'être donné les noms de « sobai » (sabéens) et sampséens. « Elkasaï » est un nom symbolique qui provient de l'araméen et signifie « force cachée » ou « pouvoir caché » et est donc probablement un surnom que lui auraient donné ses partisans. Il connaît de multiples graphies, notamment chez les hérésiologues chrétiens écrivant en grec.
Après avoir proclamé un nouveau baptême de rémission des péchés vers l'an 100 (la « troisième année du règne de Trajan »), Elkasaï aurait eu une révélation vers 115 d'où serait né un livre connu sous le titre de Livre d'Elkasaï ou Apocalypse d'Elkasaï (« Révélation d'Elkasaï »). Celui-ci a complètement disparu aujourd'hui, et n'est connu qu'indirectement par les écrits de ces hérésiologues chrétiens, qui racontent que, pour ses disciples, ce livre était descendu du ciel. Certains auteurs détectent aussi des passages de ce livre dans la Vita Mani, livre de référence du manichéisme.
Une partie de la recherche avance l'hypothèse que le mouvement elkasaïte a été fondé à partir d'un groupe juif déjà existant, qui se caractérisait essentiellement par des pratiques baptistes et serait apparu vers le début du IIe siècle en Syrie sous domination parthe. Il est possible qu'Elkasaï, avant de fonder son propre groupe, ait été un judéo-chrétien ébionite, ou voisin de l'ébionisme, mais se rattachant à la Syrie de l'Est. Il aurait ainsi créé un nouveau groupe religieux se désignant sous le nom de « sampséen ».
Le mouvement elkasaïte est documenté de manière indirecte à partir du IIIe siècle jusqu'au IVe siècle chez les hérésiologues chrétiens. Au Xe siècle, il réapparait chez des auteurs arabes. Il disparaît à un moment inconnu après cette date. Le caractère indirect, partial et parcellaire des sources rend difficile l'approche du mouvement.

## L’appellation Elkasaï
« Elkasaï » a été écrit de différentes façons – « Ήλξαί » (« Elxaï »), « Ήλχασΐ » (« Elkhasi »), « Έλκεσαΐ » (« Elkesaï » ou « Elcésaïe »), « Elchasai », « Eldzai » – dans les textes en grec, ou « al-Khasayh » – « al-Hasayh » dans certains manuscrits – dans la littérature musulmane. « Dans la Vita Mani, le nom du fondateur du mouvement est fourni sous la forme Alchasaiois : elle correspond à la forme Elchasai d'Hippolyte de Rome, mieux attestée et plus ancienne que celle d'Épiphane. » Dans les notices du Kitab-al-Fihrist d'Ibn al-Nadim, datant de la fin du Xe siècle, « le fondateur de la communauté est appelé al-Khasayh (ou al-Hasayh dans certains manuscrits). »
Derrière ces différentes transcriptions, l'expression araméenne « Chail Kasai » (« force cachée » ou « pouvoir caché ») se fait toujours entendre. Épiphane de Salamine indique d'ailleurs dans son Panarion que c'est le sens que veut rendre en grec le nom « Elxaï ». C'est en effet ce qu'essaye de rendre la translittération grecque « El », « force/ pouvoir » et « Chai » ou « Dzai », « caché »,.
Ce nom symbolique ouvre la voie à la contestation de l'existence de ce personnage par les chercheurs. Toutefois, rien ne s'oppose à considérer que ce nom a été donné par ses disciples à un personnage réel, qui aurait vécu au IIe siècle à l'est de l'Euphrate dans l'Empire parthe, la Vita Mani étant la source la plus affirmative à ce sujet. Mani, cité par ses disciples les plus proches, y parle d'Elkasaï comme d'une personne réelle et d'un fondateur de mouvement religieux. On ignore si son nom était tout autre à l'origine ou si ce nom positif a été créé par ses partisans grâce à la proximité phonétique avec son nom véritable, comme les Juifs de l'époque le faisaient très souvent (technique midrashique). D'après Simon Claude Mimouni, « son nom est de toute évidence symbolique, il a cependant été porté par un personnage historique dont le patronyme véritable demeurera à jamais dans l'anonymat. »
Il semble cependant que le mouvement elkasaïtes se soit plutôt donné le nom de « sampséens »,.

## Éléments de biographie
Le texte attribué à Hippolyte de Rome, qui qualifie Elkasaï de « parthe », témoigne de l'ancrage de la figure phare du mouvement en Parthie, c'est-à-dire dans le judaïsme babylonien de son temps, d'ailleurs fort mal connu. Dans une des versions de sa révélation, un ange lui aurait remis le livre qui porte son nom, alors qu'il se trouvait à « Serae » dans l'empire parthe. Ce qui est rapporté sur l'origine géographique d'Elkasaï est contradictoire. Selon Johannes Irmscher, le plus digne de crédit sont des références d'Épiphane de Salamine, qui pointent vers la région située à l'est du Jourdain.
Elkasaï aurait prêché un nouveau baptême de repentance dans la troisième année du règne de Trajan (100). Selon Simon Claude Mimouni, la documentation en notre possession permet d'avancer l'hypothèse qu'un personnage nommé Elkasaï, judéo-chrétien ébionite, a créé son propre mouvement religieux « à partir d'un groupe juif déjà existant. [Celui-ci] se caractérisant essentiellement par des pratiques baptistes, pourrait être celui des « osséens » mais les membres se désignent eux-mêmes sous le nom de « sampséen ». Il aurait été établi vers la fin du Ier siècle en Syrie, alors sous domination parthe ». Cette hypothèse est à rapprocher de celle de Jean Daniélou pour qui « l'elkasaïsme est un mouvement judéo-chrétien hétérodoxe, voisin de l'ébionisme, mais se rattachant à la Syrie de l'Est », c'est-à-dire à l'Osroène et l'Adiabène, régions de langue araméenne situées à l'Est de l'Euphrate.
D'après Épiphane de Salamine, Elkasaï était un juif de naissance et de croyance, devenu fondateur d'un nouveau groupe après avoir rejeté le fondement culturel et social du judaïsme, à savoir le sacrifice sanglant instauré par les patriarches et perpétué dans la pratique pascale, au cours de laquelle la victime animale est égorgée puis consumée par le feu sur l'autel. Ainsi, au sang et au feu des sacrifices, Elkasaï oppose l'eau, qui devient ainsi l'instrument thaumaturgique du mouvement.
Elkasaï aurait reçu sa révélation vers 114-117, c'est-à-dire en pleine révolte judéo-parthe contre l'invasion de la région par l'Empire romain, dirigé alors par Trajan. C'est dans ce contexte qu'aurait été rédigée l'Apocalypse (« révélation ») d'Elkasaï.
L'auteur de l'Apocalypse d'Elkasaï parle à la première personne et s'adresse avec autorité à ses disciples, qu'il appelle « enfants »,. Il s'agit donc d'un responsable de communauté, se présentant comme son témoin au moment du jugement dernier, à l'égal de Jésus qui, dans l'Apocalypse attribué à Jean, est qualifié de « témoin fidèle »,.
D'après Épiphane, Elkasaï aurait eu un frère du nom de Iedzai,. Selon Simon Claude Mimouni, « il s'agit peut-être d'une référence implicite à une tradition elkasaïte concernant la gémellité d'Elkasaï, symbolique fort développée au Proche-Orient ancien. »

### Texte
- « Livre de la révélation d'Elkasaï » (trad. Luigi Cirillo), dans Écrits apocryphes chrétiens, Paris, Gallimard, coll. « La Pléiade », 1997, p. 843-872.
- George Robert Stow Mead, The Book of Elxai, Kessinger Publishing, 2005  (ISBN 978-1-4179-8873-0).

### Études
- Simon Claude Mimouni, Les Chrétiens d'origine juive dans l'Antiquité, Paris, Albin Michel, 2004, 261 p.  (ISBN 2-226-15441-8).
- Simon Claude Mimouni, Le Judéo-christianisme ancien : Essais historiques, Paris, Cerf, coll. « Patrimoines », 1998, 547 p.  (ISBN 2-204-05937-4).
- Jean Daniélou, L'Église des premiers temps : des origines à la fin du IIIe siècle, Paris, Seuil, 1985  (ISBN 2020087464).
- Marcel Simon, « Le judéo-christianisme », dans M. Simon et A. Benoit, Le Judaïsme et le christianisme antique, Paris, 1968, p. 258-254.
- Wilhelm Brandt, Elchasai, ein Religionsstifter und sein Werk : Beiträge zur jüdischen, christlichen und allgemeinen Religionsgeschichte in späthellenistischer Zeit mit Berücksichtigung der Sekten der syrischen Sampsäer und der arabischen Mughtasila mit Wort-, Personen- und Sachregistern, Amsterdam, Philo Press, 1971  (ISBN 90-6022-269-5).
- Gerard P. Luttikhuizen, The Revelation of Elchasai : Investigations into the Evidence for a Mesopotamian Jewish Apocalypse of the Second Century, Mohr Siebeck, 1985  (ISBN 3-16-144935-5) Aperçu Google Books
- Luigi Cirillo, « L'Apocalypse d'Elchasaï : son rôle et son importance pour l'histoire du judaïsme », dans Apocrypha. Le champ des apocryphes, t. I, 1990, p. 167-179.

### Documents anciens
- Hippolyte de Rome, Réfutation de toutes les hérésies (trad. A Siouville), 1928.
- Eusèbe de Césarée, Histoire ecclésiastique (trad. G. Bardy), Paris, Cerf, coll. « Sources chrétiennes », 1955.
- Théodoret de Cyr, Histoire ecclésiastique, Ve siècle.
- The Cologne Mani Codex "Concerning the Origin of his Body", Missoula, 1979.